# Ängskär, Bondskäret
Ängskär, Bondskäret este o arie protejată (arie specială de conservare — SAC, sit de importanță comunitară — SCI) din Suedia întinsă pe o suprafață de 387,7 ha, integral pe uscat.

## Localizare
Centrul sitului Ängskär, Bondskäret este situat la coordonatele 60°29′30″N 18°03′55″E / 60.4916°N 18.0652°E.

## Înființare
Situl Ängskär, Bondskäret a fost declarat sit de importanță comunitară în ianuarie 1997 pentru a proteja 1 specie de plante și 2 specii de animale. Situl a fost protejat și ca arie specială de conservare în martie 2011.

## Biodiversitate
Situată în ecoregiunile boreală și marină baltică, aria protejată conține 13 habitate naturale: Pajiști fino-scandinave uscate până la mezice, bogate în specii de altitudine mică, Păduri naturale în etape succesive primare ale suprafețelor emergente de coastă, Pajiști cu Molinia pe soluri calcaroase, turboase sau argilos-nămoloase (Molinion caeruleae), Golfuri mici largi și golfuri puțin adânci, Pășuni de coastă din Baltica boreală, Fânețe de joasă altitudine (Alopecurus pratensis, Sanguisorba officinalis), Pajiști uscate seminaturale și facies de acoperire cu tufișuri pe substraturi calcaroase (Festuco-Brometalia) (* situri importante pentru orhidee), Păduri fino-scandinave bogate în ierburi cu Picea abies, Mlaștini împădurite, Pășuni din zone de pădure fino-scandinave, Lagune de coastă, Taiga vestică, Insulițe și insule mici din Baltica boreală.
La baza desemnării sitului se află mai multe specii protejate:
- plante (1): papucul doamnei (Cypripedium calceolus)
- amfibieni (1): triton cu creastă (Triturus cristatus)
- nevertebrate (1): Vertigo geyeri